# 庫蒂亞拉省

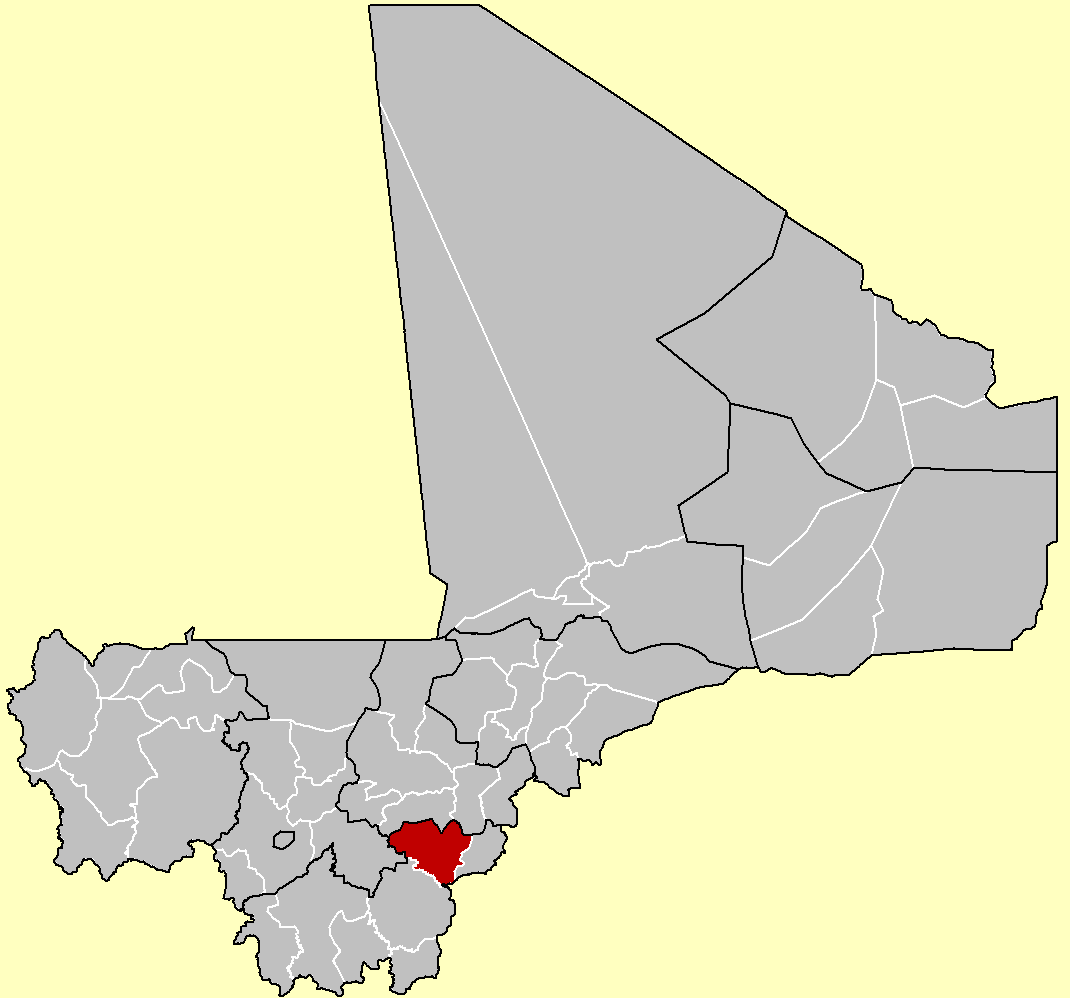

庫蒂亞拉省（法語：Cercle de Koutiala）是馬里的省份，位於該國南部，由錫卡索區負責管轄，首府設於庫佳拉，面積8,740平方公里，2009年人口575,253，人口密度每平方公里66人。